# Radio Decibel (commercieel)
Decibel is een Nederlandse commerciële radiozender die als hoofdgenre de jaren 90 heeft.

## Geschiedenis
Het Brabantse Radio Decibel begon in de jaren '90 als onderdeel van de Lokale Omroep Nuenen en breidde vervolgens uit met meerdere edities in Noord-Brabant en een aan de Spaanse Costa Blanca. Op 1 maart 2007 sloten de voormalige partners van Radio Decibel, Bas Emons en Perry Oerlemans, beiden begonnen bij de Nuenense omroep, een exploitatieovereenkomst voor de Amsterdamse frequentie van Magic FM en was de commerciële tak van Radio Decibel en terugkeer van de naam in Amsterdam een feit. Emons ging zich concentreren op de Amsterdamse zender, terwijl Oerlemans zich op de lokale publieke zenders op Brabant bleef richten. Een half jaar later werd door een fusie met het voormalige Royaal FM in augustus 2007 ook commercieel in Eindhoven op 93.2 FM.
In 2008 kochten Radio Decibel en Boomerang de frequenties van City FM, waardoor Radio Decibel vanaf 1 januari 2009 in de gehele Randstad te ontvangen was. Van 1 februari tot 12 maart 2009 zond Radio Unique op de voormalige Amsterdamse Decibel-frequentie 94.9 FM uit. Op 13 maart 2009 verving RadioNL Radio Unique in Groot-Amsterdam. Per 6 april 2009 zijn de radioactiviteiten van Decibel Eindhoven en Decibel Randstad gefuseerd tot één radiostation.
Op 5 juli 2009 nam Radio Decibel de kabelfrequenties van Caz! over, waardoor de zender een bijna landelijke kabeldekking verkreeg. Via de kabel is een speciale landelijke editie van Radio Decibel te horen geweest die werd gemaakt naast de vijf regionale edities. In 2010 werd Radio Decibel door het Commissariaat voor de Media beboet vanwege een te groot bereik. Door de doorgifte op de kabel werd een bereik van 95% bereikt. Een regionaal commercieel station mag slechts een demografisch bereik hebben van maximaal 30% van Nederland.

### Procedures
Sinds 2009 loopt er een door Emons aangespannen bodemprocedure tegen Pierre Karsten en Perry Oerlemans. Deze zaak heeft Emons in eerste aanleg verloren. Op 18 juli 2012 heeft de rechter uitspraak gedaan in de bodemprocedure, waarin de rechter Emons op alle punten in het ongelijk heeft gesteld. Volgens de rechtbank stond toen nog onomstotelijk vast dat Emons nooit mede-eigenaar is geweest. Gerechtshof Amsterdam kwam echter in 2019 tot een geheel ander oordeel. Emons werd in het gelijk gesteld en gerehabiliteerd.

### Weg van FM
Op 15 januari 2019 werd bekend dat Radio Decibel stopt met het uitzenden van haar programma's via FM. Radio Royaal neemt per 1 februari 2019 de frequentie over waardoor Radio Decibel alleen nog via de digitale kabel te horen zal zijn. Rick Waltmann neemt als zenderdirecteur de leiding voor deze nieuwe transitie.

### Terug op FM
Op 1 oktober 2019 maakte het radiostation bekend dat het terug zal keren op haar oorspronkelijke FM Frequenties. 

### Opnieuw weg van FM 2024
Op 12 januari 2024 maakte Radio Decibel bekend dat het opnieuw stopt met uitzenden van haar programma's via FM en DAB+.
KINK neemt per 23 januari 2024 de frequenties over van Decibel waardoor het station alleen nog via online streaming is te beluisteren.

### Thema zenders
Decibel heeft ook drie themazenders: 
*Decibel: EuroDance: De beste Eurodance en Happy Hardcore hits; 
*Decibel: Greatest Hits (Hits uit de70's tot nu) en 
*Decibel: Ibiza: De beste Ibiza house hits. 
Deze zenders zijn te ontvangen via www.decibel.nl, via de Decibel App en via o.a. TuneIn en My-Tuner Radio,

### Nieuwe vormgeving/slogan en roepnaam
Op 1 januari 2022 is de "roepnaam" veranderd van Radio Decibel naar Decibel en is de slogan "Join the music" samen met de complete vormgeving vervangen door "De 90's zijn van ons!".

### Dj's
Stefan Brau, Wouter Kooiman, Matthieu Schotvanger, Rene Dupon, Dick Liefting.
Per 23 januari 2024 zijn ook de bovenstaande DJ's gestopt bij radio Decibel.

## Programma's

### Maandag t/m vrijdag
- 07:00: Stefan Brau met de ochtendshow
- 12:00: Luc van Rooij
- 16:00: Wouter Kooiman met de Middagshow: Wouter On Air, met op vrijdag om 17:00 de Mini Weekendmix.
- Vrijdag: 22:00 - 00:00: EuroDancenight - Dick Lieftings

### Zaterdag
- 08:00: Rene Dupon met Weekend Wake-Up
- 12:00: Matthieu Schotvanger
- 16:00: Dick Lieftings Middagshow
- 22:00 - 00:00: EuroDancenight - Dick Lieftings

### Zondag
- 00:00: SummerHouse met Andrew Summer
- 01:00: TranceLogic: Dave van Weerdinge
- 08:00: Rene Dupon met Weekend Wake-Up
- 12:00: Matthieu Schotvanger
- 16:00: Dick Lieftings Middagshow